# Tarot Darkana
El Tarot Darkana és un joc de tarot postmodern d'estil grunge que va ser dissenyat i il·lustrat per l'artista Janden Hale. El joc es va autoeditar el 2012 mitjançant una exitosa campanya de Kickstarter, aconseguint gairebé el 300% del seu objectiu original de 2000 dòlars. Es troba influït de manera notable per l'art de Banksy, i és àmpliament conegut per sortir de l'estil del tarot tradicional.
La baralla conté 79 cartes, en lloc de les 78 tradicionals. Hale va afegir un arcà major addicional amb el número 23, "The Badass". Pel que fa a la resta d'arcans majors, conserva els mateixos del tarot tradicional, però amb dues diferències: la Força es va canviar per la Fortalesa i el Judici es va canviar per la Prudència. Pel que fa a als arcans menors, manté els colls de bastos, espases, copes i pentacles. Va formar part d'una col·lecció de contes temàtics a la revista Thunderdome de juny a juliol de 2012. Va guanyar el Premi Pecto 2012 al primer treball destacat d’un il·lustrador, i va guanyar el Premi Tarosophists a la millor baralla de tarot autoeditada del 2012. La baralla també ha estat votada com una de les "50 millors baralles de tarot essencials" per un grup de més de 13.000 persones.